# Michael Pius Erdl
Michael Pius Erdl, né le 15 mai 1815 à Bodenmais et mort le 25 février 1848 à Munich, est un médecin allemand.

## Biographie
Michael Pius Erdl naît le 15 mai 1815 à Bodenmais. Il étudie la médecine à Munich.
Il s'applique particulièrement à l'anatomie comparée et à l'embryologie sous la direction de Döllinger; après la mort de son maître, il publie ses leçons sur la physiologie. En 1836 et 1837, il accompagne son autre maître, Schubert, en Orient, où il découvre, grâce à ses mesures barométriques, que le niveau de la Mer Morte est inférieur à celui de la Méditerranée. À son retour en Allemagne, en 1840, se fait recevoir privat-docent à l'université de Munich, et enseigne la physiologie, l'anatomie comparée et l'embryologie. En 1841, il est nommé professeur extraordinaire et adjoint aux collections anatomiques de l'Etat, puis en 1844, professeur ordinaire.
Mort le 25 février 1848 à Munich, Michael Pius Erdl est inhumé à l'ancien cimetière du Sud.

## Publications
- De oculo; Munich 1839[2].
- De piscium glandula chloroideali; 1839[2].
- De helicis algicae vasis sanguiferis; 1840[2].
- Ueber den Bau der Zähne bei den Wirbelthieren
- Ueber den innern Bau der Haare
- Ueber den Kreislauf der Infusorien; 1841[2].
- Ueber die Fangarme der Polypen
- Tafeln zur vergleichenden Anatomie des Schädels; 1841[2].
- Über die Entwickelung des Hummereies; Munich, 1843[2].
- Neubearbeitung von Johann Heinrich Oesterreicher (de) Anatomischen Atlas; 18 Hefte, Erlangen 1843–45
- Leitfaden zur Kenntniß des Baues des menschl. Leibes; 2 Theile, Munich 1843–45[2].
- Die Entwicklung des Menschen und des Hühnchens im Eie; Heft 1 und 2, Munich 1845–46[2].
- Ueber den Gymnarchus niloiicus;  Bulletin d. Königl. Bayerischen Akademie d. Wissensch. München, Nr. 69 (10. Oct. 1846) und Nr. 13 (13. April 1847)[2].
- Ueber eine neue Form elektrischen Apparates bei Gymnarchus niloticus; Münchener Gelehrt. Anz., 1847, vol. XXIV.